# Freckles
Freckles er en amerikansk stumfilm fra 1917 af Marshall Neilan.

## Medvirkende
- Jack Pickford som Freckles.
- Louise Huff som Angel.
- Hobart Bosworth som John McLean.
- William Elmer som Black Jack.
- Guy Oliver som Duncan.